# Dálnice v Číně

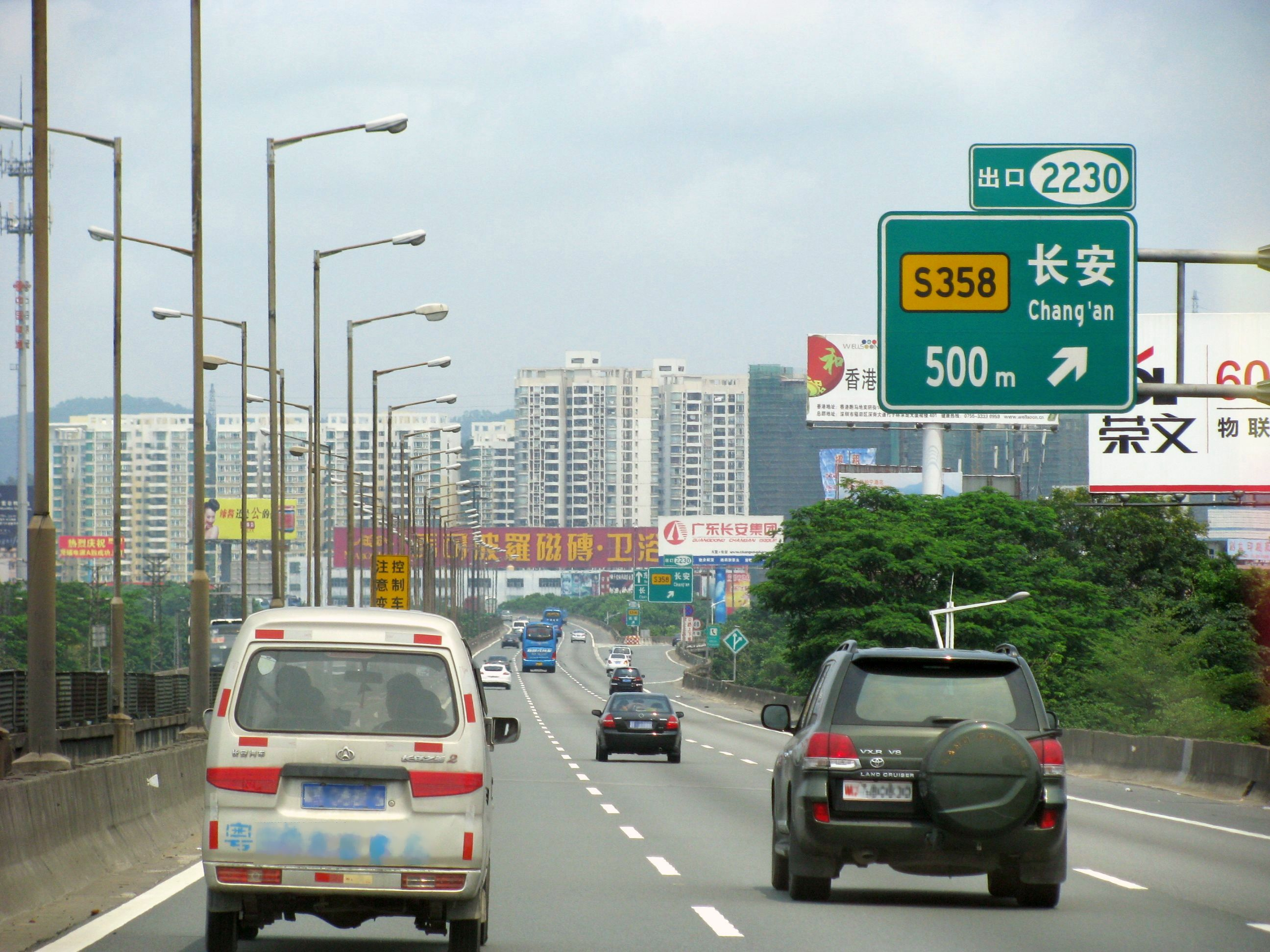
Dálnice G4 propojující Peking, Hong Kong a Macau v Tung-kuanu

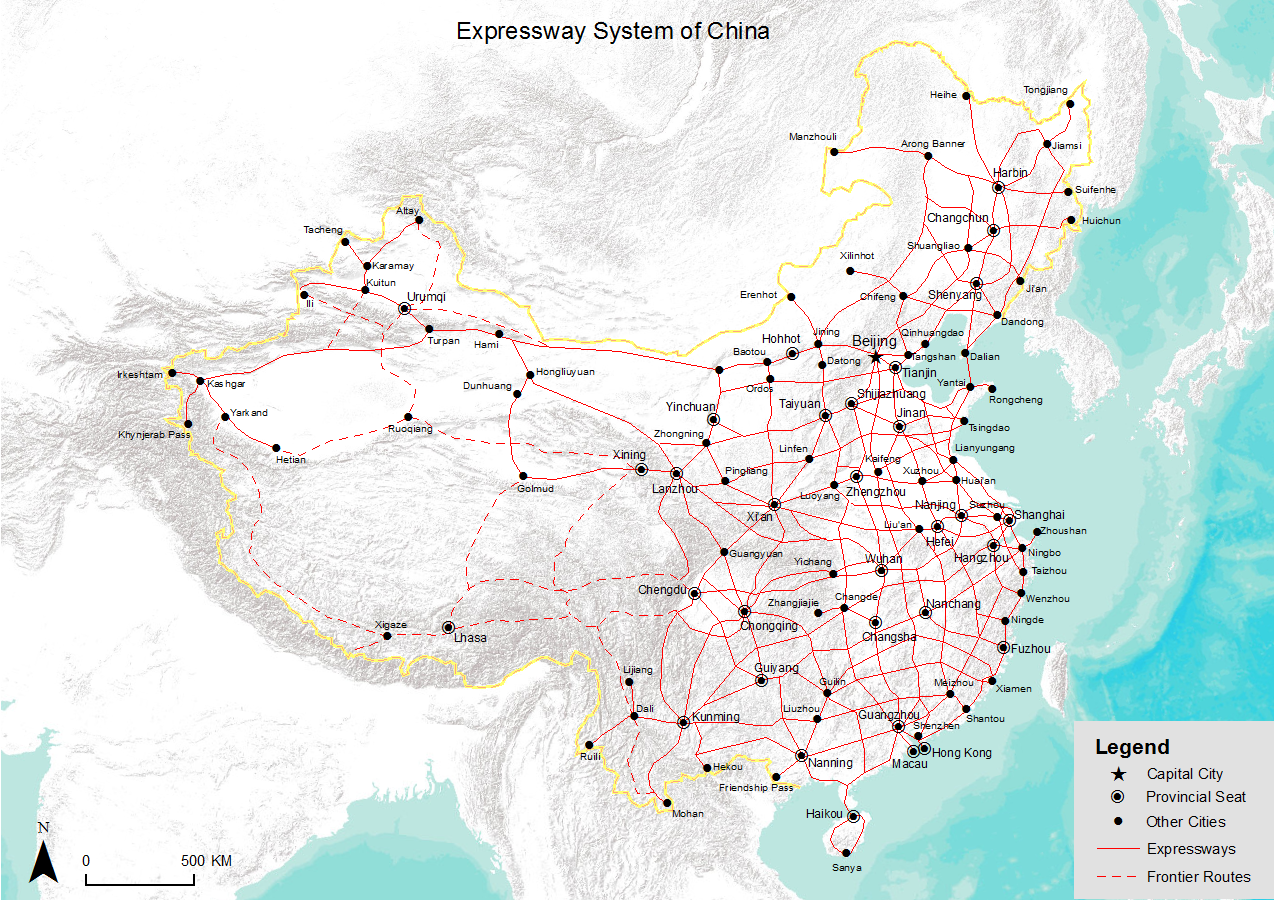
Schéma čínské dálniční sítě

Dálnice v Čínské lidové republice patří se svými 131 000 kilometry délky (stav 2016) do první největší sítě na světě. Tyto dálnice, nazývané také National Trunk Highway System v (zjednodušené čínštině 中国 国家 高速公路 网, v pchin-jin Zhōngguó Guójiā Gāosù Gōnglùwǎng, zkráceně také NTHS) tvoří páteřní sítě čínské silniční dopravy, propojují velká čínská města na východě a v menší míře málo hustě osídlený západ a také Čínu s okolními zeměmi. Čínské dálnice také patří k nejrychleji se rozvíjejícím, v roce 1999 bylo v Číně pouze 10 000 km dálnic, od té doby se jejich počet více než ztřináctinásobil a  do roku 2050 by měla dosáhnout délky 175 000 km.

## Všeobecné údaje
Před číslem dálnice se v Číně, podobně jako v evropských zemích píše písmeno, které odlišuje různé typy čínských dálnic:
- Písmenem M se značí plánované dálnice
- Písmenem G se značí významné dálnice
- Písmenem A se značí městské dálnice
- Písmenem S se značí provinční dálnice
- Písmenem X se značí krajské dálnice
- Písmenem Y se značí venkovské silnice (dálnice)
- Písmenem Z se značí speciální dálnice (např. spojnice dvou dálnic, spojení města a letiště ad.)

Některé dálnice mívají počáteční číslo za písmenem nulu (např. G030). Čínský název pro dálnici je 高速公路, v pchin-jin gāosù gōnglù, což doslovně znamená vysokorychlostní veřejná silnice. Barva podkladu dálničních cedulí je na dálnicích s předponou G- zelená, zatímco na ostatních silnicích nižší třídy modrá. Názvy měst na směrovkách bývají psány v angličtině a ve zjednodušené čínštině, výjimkami jsou pouze některý provincie.

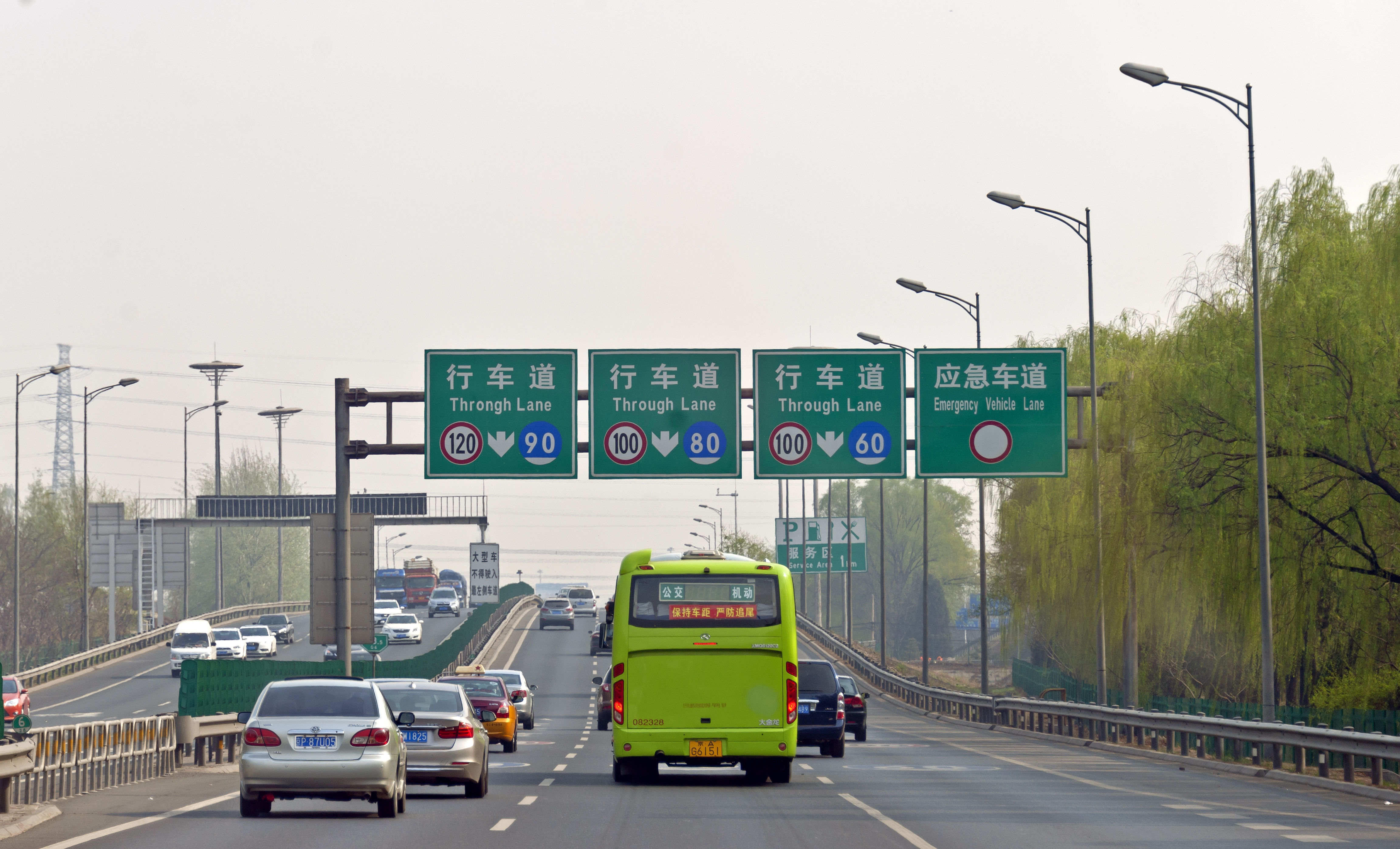
Dálniční cedule s rychlostními limity na dálnici G6

### Rychlostní limity
Rychlostní limit na čínských víceproudých kominikacích je pro osobní automobily maximálně 120 km/h a minimálně 70 km/h. Tak je tomu od roku 2004 kdy čínská vláda zvýšila maximální povolenou rychlost na dálnicích ze 110 km/h na 120 km/h. Na silnicích mimo obec je max. povolená rychlost 80 km/h, v obci pak 40 km/h. 

### Zpoplatnění

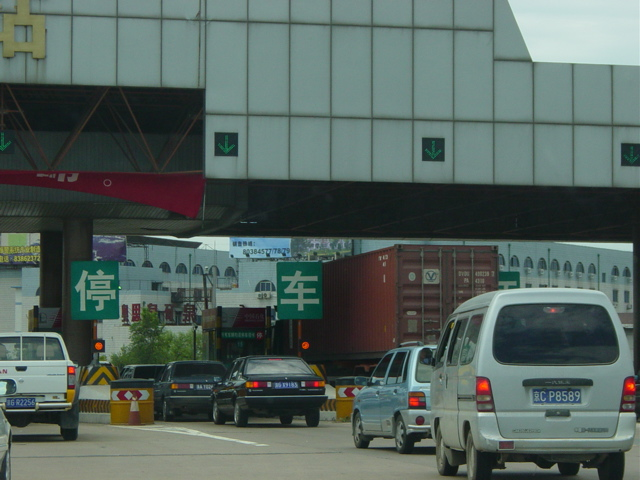
Mýtná brána na čínské dálnici

Čínské dálnice jsou zpoplatněny klasicky, systémem výběru poplatku v hotovosti na mýtných branách, popřípadě se na dálnicích nacházejí elektronické mýtné brány. Zpoplatněny jsou především úseky ve velkých městech jako Peking, Šanghaj nebo v provincii Kuang-tung. Cena mýtného se obvykle pohybuje okolo 0,5 CNY za kilometr. Dálkové mimoměstské silnice jsou zpoplatněné za pomocí karet: při vjezdu na           dálnici řidič obdrží kartu a při sjezdu kartu odevzdá a zaplatí za ujetou vzdálenost. Vytížené silnice v Číně bývají obvykle dražší, nevyužívá je tedy tolik řidičů díky čemuž se netvoří dopravní zácpy.

## Historie
V minulosti byly čínské silnice málo využívané. V 1978 tvořila železniční doprava 54,5% celkové dopravní složky v Číně, zatímco silniční pouze 2,8%. V roce 1984 začala výstavba první čínské dálnice propojující města Šen-jang a Dalian. Později začala také výstavba dálnice Šanghaj - Jiading. Dne 31. října 1988 byla dálnice otevřená jako historicky první rychlostní komunikace v Číně. V roce 2005 čínský ministr dopravy Zhang Chunxian oznámil, že země v příštích letech vybuduje 85 000 km dálnic, které propojí všechna čínská města s počtem více než 200 000 obyvatel. To nahradilo původní návrh dvanácti dálnic z roku 1992.                                                                                                     

### Budoucnost

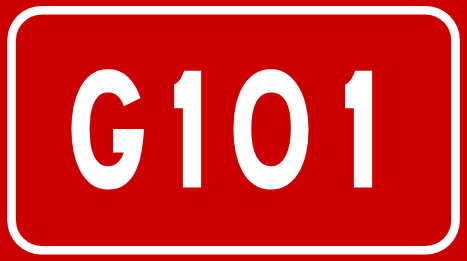
Značení dálnice G101

Čínské dálnice patří k nejrychleji se rozvíjejícím na světě. Do roku 2050 by měla síť dosáhnout délky 175 000 km.                                                    